# Lillemor Arvidsson
Maj Lillemor Arvidsson, född 1 maj 1943 i Skara, död 23 april 2012 i Stockholm, var en svensk facklig ledare och landshövding.

## Biografi
Arvidsson började som tonåring arbeta som vårdbiträde på lasarettet i Uddevalla. Senare blev hon undersköterska. 
Arvidsson engagerade sig samtidigt i det fackliga arbetet. År 1972 anställdes hon av Svenska Kommunalarbetareförbundet som studieombudsman, 1982 blev hon ombudsman och 1983 andre ordförande.
I juni 1988 utsågs hon till ordförande i Svenska Kommunalarbetareförbundet. Hon blev därmed Kommunals första kvinnliga ordförande. Dessutom blev hon den första kvinnliga ordföranden i ett LO-förbund överhuvudtaget. Åren 1990–1991 var hon även ledamot i den socialdemokratiska partistyrelsen.
År 1995 lämnade hon posten som ordförande för Kommunal på grund av sjukdom. Hon satt i styrelsen för högskolan i Växjö och blev ledamot i analysgruppen om Estoniakatastrofen den 23 september 1997.
Arvidsson utsågs den 15 januari 1998 av Sveriges regering till landshövding i Gotlands län. Under ämbetstiden som landshövding var hon särskilt engagerad i frågan om kommunikationerna till fastlandet. Hon lämnade posten den 29 februari 2004. Arvidsson blev 2003 ordförande i styrelsen för Statens maritima museer, men lämnade den posten i slutet av 2004.

## Filmografi
År 2001 gjorde regissören Margareta Garpe en dokumentärfilm om Lillemor Arvidsson: Lillemor, makten och rädslan. Den visades på SVT inför kvinnodagen 8 mars samma år.